# Melissa Morales
Melissa Morales (* 4. Dezember 1990 in Escuintla) ist eine guatemaltekische Tennisspielerin.

## Karriere
Morales spielt seit ihrem dritten Lebensjahr Tennis und bevorzugt Hartplätze. Sie spielt überwiegend ITF-Turniere, wo sie bislang drei Titel im Doppel gewinnen konnte.
Ende Oktober 2006 wurde sie das erste Mal in der Weltrangliste geführt und erreichte im November 2018 ihre bislang beste Platzierung mit Rang 784 im Einzel sowie im September 2018 mit Rang 608 im Doppel.
Im Fed Cup debütierte sie 2008 für die guatemaltekische Fed-Cup-Mannschaft und kam bislang auf insgesamt 36 Einsätze in 26 Begegnungen und 24 Siege, davon 14 in Einzel und 10 im Doppel.

## Turniersiege

### Doppel
| Nr. | Datum             | Turnier           | Kategorie     | Belag     | Partnerin     | Finalgegnerinnen                        | Ergebnis  |
| --- | ----------------- | ----------------- | ------------- | --------- | ------------- | --------------------------------------- | --------- |
| 1.  | 7. September 2018 | Luque             | ITF $15.000+H | Hartplatz | Andrea Weedon | Camila Giangreco Campiz Sarah Tami-Masi | 7:5, 6:4  |
| 2.  | 5. Oktober 2019   | Santiago de Chile | ITF W15       | Sand      | Romina Ccuno  | Mell Reasco González Antonia Samudio    | 6:3, 6:3  |
| 3.  | 9. November 2019  | Guatemala         | ITF W15       | Hartplatz | Andrea Weedon | Warona Mdlulwa Catalina Pella           | 6:3, 7:64 |